# A Primeira Tentação de Cristo
A Primeira Tentação de Cristo (oficialmente Especial de Natal Porta dos Fundos: A Primeira Tentação de Cristo) é um filme de comédia brasileiro do diretor Rodrigo Van Der Put em parceira com o grupo Porta dos Fundos e a empresa americana de streaming Netflix. Conta com as atuações de Gregório Duvivier, Fábio Porchat e Antônio Tablet, nos papéis principais.
O filme estreou pela plataforma de vídeos Netflix no dia 3 de dezembro de 2019.

## Enredo
Ao regressar de uma viagem de 40 dias pelo deserto, Jesus é surpreendido com uma festa de aniversário para celebrar seus 30 anos. A certa altura, Maria e José, os pais do aniversariante, fazem uma revelação: ele foi adotado por José e seu verdadeiro pai é Deus.

## Elenco
Compõem o elenco do filme:
| Ator                   | Personagem        |
| ---------------------- | ----------------- |
| Gregório Duvivier      | Jesus Cristo      |
| Fábio Porchat          | Orlando / Lúcifer |
| Antonio Tabet          | Deus              |
| Evelyn Castro          | Maria             |
| Rafael Portugal        | José              |
| Thati Lopes            | Thelma            |
| Robson Nunes           | Baltasar          |
| João Vicente de Castro | Belchior          |
| Estevam Nabote         | Gaspar            |
| Karina Ramil           | Do Carmo          |
| Sura Berditchevsky     | Lupita            |
| Fábio de Luca          | Lázaro            |
| Gabriel Totoro         | Buda              |
| Pedroca Monteiro       | Shiva             |
| Pedro Benevides        | Jah               |

## Recepção da crítica
Aléxis Perri, do portal UOL, anotou que: "Tudo isso para dizer que o Especial de Natal Porta dos Fundos: A Primeira Tentação de Cristo da Netflix é uma produção de acertos e erros. Algumas coisas são engraçadas – e bem pensadas – , já outras nem tanto ou nada. Felizmente, existem mais momentos certeiros ao longo dos 46 minutos de duração deste especial, do que deslizes".

## Críticas
Em poucos dias de exibição, teve diversas repercussões negativas, levando à publicação de uma nota de repúdio ao filme pela Associação Nacional de Juristas Islâmicos (ANAJI). Um juiz federal anunciou que iria processar a produtora pela distribuição do filme. Um abaixo assinado requerendo a retirada do conteúdo do catálogo da plataforma e uma retratação pública foi realizada no site Change.org foi criada e registrou a marca de 2,3 milhões de assinaturas.
Diversos grupos de religiosos, tanto cristãos quanto islâmicos, pregaram boicote ao filme e à Netflix. O bispo católico alagoano, Dom Henrique Soares da Costa recomendou o cancelamento de contas. No dia 8 de janeiro de 2020, houve a emissão de uma liminar por parte da Justiça do Rio de Janeiro determinando a retirada do filme do ar. A Conferência Nacional dos Bispos do Brasil (CNBB), em nota, afirmou que o vídeo "agride profundamente a fé cristã". Além de evangélicos e católicos, também se manifestaram contra o vídeo representantes de outros movimentos de inspiração cristã, espíritas, humanistas, a Assembleia Legislativa de São Paulo (Alesp), o Instituto Brasileiro de Direito e Religião e a Federação Islâmica Brasileira (Fambras). Em setembro de 2020 o Pai de Santo Babalorixá Alexandre Montecrrath conseguiu a primeira vitória no processo que moveu contra a produtora Porta dos Fundos e a Netflix, por causa do especial de Natal. A Justiça determinou a isenção de custas processuais para o centro de umbanda Ilê Asé Ofá de Prata em favor de seu representante - no caso, Alexandre Montecrrath. O processo é de R$ 1 bilhão por causa da produção que, de acordo com a ação, é “infame e satiriza símbolos sagrados do cristianismo”. Ele também exige que o programa seja retirado do ar. 
O vice-primeiro-ministro da Polônia, Jaroslaw Gowin, usou as redes sociais para pedir à Netflix que removesse o especial de Natal. Em seu perfil no Twitter, o político polonês de direita citou o CEO e co-fundador da Netflix, Reed Hastings, e anexou uma petição online do país, que somou mais de 1,4 milhões de assinaturas, pedindo a retirada do filme do streaming. O texto do abaixo-assinado diz que "a série de comédia do grupo brasileiro Porta dos Fundos, que retrata Jesus Cristo como homossexual, apóstolos como alcoólatras e a Virgem Maria como mulher promíscua, é um escândalo inimaginável" e que o filme "visa atacar cristãos e o cristianismo com um único objetivo: a blasfêmia".
O longa recebeu críticas de diversos líderes evangélicos. Dentre eles, o pastor Silas Malafaia que comentou que “Eles cometeram crime. A imprensa se cala e o Ministério Público também. A imprensa se cala porque é apoiadora de lixo moral. Tudo que é lixo moral eles apoiam. Fala alguma coisa de gay. “É homofóbico”, e aí vem o MP e a imprensa. Proteja a criança de erotismo. Aí vem o Ministério Público e a imprensa.” A deputada federal, Flordelis (PSD), também criticou o filme chamando o filme de "afronta a fé cristã." O também político e pastor, Marco Feliciano (PODE), criticou o longa em sua conta no Twitter, "cristãos e não cristãos me cobram atuação contra os irresponsáveis do Porta dos Fundos. Em anos anteriores já os processei, mas a “Justiça” diz que é liberdade de expressão. Está na hora de uma ação conjunta das igrejas e pessoas de bem para dar um basta nisso. Unidos somos fortes!"

## Ataque à sede da produtora Porta dos Fundos
Em 24 de dezembro de 2019, na véspera de Natal, a sede da produtora Porta dos Fundos foi alvo de um ataque com coquetéis molotov. O ataque ocorreu em Humaitá, na Zona Sul do Rio de Janeiro, às 4 horas da manhã, dias depois do lançamento do filme. Dois coquetéis molotov foram lançados contra a fachada da sede, o fogo foi contido por um segurança que estava no prédio. O caso foi registrado como crime de explosão. Em uma entrevista para o Globo, Fábio Porchat, um dos sócios da produtora e ator/roteirista do filme, disse que o caso foi de "homofobia nítida" uma vez que o ataque ocorreu após o Porta dos Fundos retratar Jesus Cristo como gay.
Um dia depois do atentado, um vídeo com integrantes mascarados foi divulgado no YouTube por um suposto grupo integralista que se identificou como "Comando de Insurgência Popular Nacionalista da Grande Família Integralista Brasileira", assumindo a autoria do ataque com um manifesto enquanto imagens do ataque eram exibidas. O grupo também criticou a Netflix e rotulou A Primeira Tentação de Cristo como blasfêmia.
No entanto, em nota, a Frente Integralista Brasileira (FIB), a principal organização de defesa do integralismo nos dias atuais, divulgou uma nota afirmando que o grupo apresentado no vídeo era desconhecido da organização, repudiando ainda qualquer tentativa de associar a entidade ao atentado: "O grupo em questão é desconhecido pela FIB e não possuímos com ele qualquer relação. Não temos certeza sobre a autenticidade do vídeo, e por isso não descartamos a possibilidade de ter sido um material forjado com o fim de incriminar os integralistas", informou a direção do movimento, que se apresenta como organização sem vínculo com partidos políticos ou empresas e que atua em defesa de "valores morais, patrióticos e religiosos".
Um vídeo gravado por uma câmera de segurança identificou a placa da caminhonete onde estava parte dos criminosos encapuzados que atacaram a sede da Porta dos Fundos. Apareceram três suspeitos, e um deles estava com o rosto descoberto, o que facilitou a identificação. Em coletiva de imprensa, um delegado disse que a Polícia Civil disse que monitorou os veículos usados no ataque. Ele afirmou que, na fuga, "um homem identificado como Eduardo Fauzi Richard Cerquise saiu do carro e pegou um táxi". Segundo a polícia, Fauzi era o único membro do grupo que não usava capuz no momento do ataque, o que permitiu sua identificação. Foi expedido um mandado de prisão temporária de 30 dias contra ele. Fauzi se refugiu em Moscou, no fim de dezembro, dias após o ataque, na véspera de Natal. Em 8 de janeiro, a Polícia Federal pediu à Interpol para prender Eduardo Fauzi, com um alerta internacional (difusão vermelha) incluindo Fauzi entre as pessoas procuradas pela justiça criminal de seus países que fugiram para outras nações.
O ataque gerou bastante repercussão e controvérsias nas redes sociais, com pessoas, de um lado, condenando esse evento, alegando extremismo religioso e desrespeito à liberdade de expressão e, do outro, lembrando do histórico de polêmicas e processos do grupo Porta dos Fundos em relação a crenças religiosas, especialmente cristãs, flertando com a intolerância religiosa e o discurso de ódio.
O bispo-auxiliar da Arquidiocese do Rio de Janeiro, Dom Antonio Augusto Dias Duarte, condenou o ataque. Para ele, "Jesus Cristo não veio promover os ataques e a violência entre pessoas, mas sim a paz e a harmonia".

## Problemas jurídicos
O desembargador Benedicto Abicair, da 6ª Câmara Cível do Tribunal de Justiça do Rio de Janeiro decidiu aceitar um pedido feito pelo grupo católico Centro Dom Bosco de Fé e Cultura que pedia a proibição do filme pela Netflix.
A Netflix recorreu no Supremo Tribunal Federal (STF) contra a decisão. Por liminar, o presidente do Supremo, ministro Dias Toffoli, deicidiu por liminar derrubar a decisão de Abicair e escreveu em nota, "Não se descuida da relevância do respeito à fé cristã (assim como de todas as demais crenças religiosas ou a ausência dela). Não é de se supor, contudo, que uma sátira humorística tenha o condão de abalar valores da fé cristã, cuja existência retrocede há mais de 2 (dois) mil anos, estando insculpida na crença da maioria dos cidadãos brasileiros". O ministro também ressaltou que, em decisões anteriores, considerou a liberdade de expressão como "condição inerente à racionalidade humana, como direito fundamental do indivíduo e corolário do regime democrático".
A Netflix afirmou que "a decisão proferida pelo TJ-RJ tem efeito equivalente ao da bomba utilizada no atentado terrorista à sede do Porta dos Fundos: silencia por meio do medo e da intimidação". A empresa classificou a suspensão como censura. "A verdade é que a censura, quando aplicada, gera prejuízos e danos irreparáveis. Ela inibe. Embaraça. Silencia e esfria a produção artística", acrescentou.
No Twitter, a conta oficial da Netflix Brasil afirmou que "apoia fortemente a expressão artística e irá lutar para defender esse importante princípio, que é o coração de grandes histórias".